# Mantas Kuklys
Mantas Kuklys (* 10. Juni 1987) ist ein litauischer Fußballspieler.

## Karriere

### Vereine
Mantas Kuklys startete seine Profilaufbahn im Jahr 2006 beim FK Šiauliai. Für den Verein aus Šiauliai kam er zwischen den Jahren 2006 und 2010 in insgesamt 111 Ligapartien der A Lyga zum Einsatz und konnte 25 Tore erzielen. Mit elf erzielten Treffern erreichte er in der Saison 2009 zusammen mit Ričardas Beniušis und Tadas Kijanskas den geteilten zweiten Platz in der Torjägerliste, die von Valdas Trakys angeführt wurde. In der Wintertransferperiode 2010/11 wechselte nach Belgien zur KV Turnhout die zu diesem Zeitpunkt in der Zweiten Division spielte.  Mit den Königlichen stieg er im ersten Jahr der Vereinszugehörigkeit in die 3. Division ab. Im Jahr 2012 kehrte Kuklys zurück in seine litauische Heimat, nachdem er einen Kontrakt beim Spitzenklub VMFD Žalgiris Vilnius unterschrieben hatte. Mit dem Hauptstadtklub konnte er die ersten Titel der Karriere gewinnen, darunter die Meisterschaft im Jahr 2013. Von Januar bis Juni 2014 wechselte er gemeinsam mit seinem Teamkollegen Egidijus Vaitkūnas leihweise zu Bohemians 1905 Prag in die tschechische Gambrinus Liga.
Im Januar 2018 wurde er Mitglied von Schetissu Taldyqorghan.
10. Januar 2020 es wird angekündigt, dass der Spieler nach Vilnius „Žalgiris“ zurückkehrt.

### Nationalmannschaft
Mantas Kuklys debütierte für Litauen während des Baltic Cups 2012 gegen Estland.

## Erfolge
mit dem FK Žalgiris Vilnius
- Litauischer Meister: 2013, 2014, 2015, 2016 und 2020
- Litauischer Pokalsieger: 2011/12, 2012/13
- Litauischer Supercupsieger: 2012, 2013